# مارغريت جونز
مارغريت جونز (بالإنجليزية: Marguerite Jones)‏ هي لاعب كرة قاعدة أمريكية، ولدت في 3 نوفمبر 1917 في ريجاينا في كندا، وتوفيت في 9 مايو 1995 في موسجاو في كندا بسبب مرض آلزهايمر.